# Azerbaigian ai Giochi della XXVIII Olimpiade
L'Azerbaigian partecipò ai Giochi della XXVIII Olimpiade, svoltisi ad Atene, Grecia, dal 13 al 29 agosto 2004, con una delegazione di 36 atleti impegnati in dieci discipline.

## Medaglie
Medaglie d'oro
| Medaglia | Nome           | Sport | Evento             |
| -------- | -------------- | ----- | ------------------ |
| Oro      | Fərid Mansurov | Lotta | Greco-romana 66 kg |

Medaglie di bronzo
| Medaglia | Nome                   | Sport    | Evento                 |
| -------- | ---------------------- | -------- | ---------------------- |
| Bronzo   | İradə Aşumova          | Tiro     | Pistola 25 m femminile |
| Bronzo   | Zemfira Meftahətdinova | Tiro     | Skeet femminile        |
| Bronzo   | Fuad Aslanov           | Pugilato | Pesi mosca             |
| Bronzo   | Ağası Məmmədov         | Pugilato | Pesi gallo             |

## Delegazione
| Sport             | Uomini | Donne | Totale |
| ----------------- | ------ | ----- | ------ |
| Atletica leggera  | 4      | 1     | 5      |
| Ginnastica        | -      | 1     | 1      |
| Judo              | 3      | -     | 3      |
| Lotta             | 7      | -     | 7      |
| Nuoto             | 1      | 1     | 2      |
| Pugilato          | 9      | -     | 9      |
| Scherma           | -      | 1     | 1      |
| Sollevamento pesi | 5      | -     | 5      |
| Taekwondo         | 2      | -     | 2      |
| Tiro              | -      | 2     | 2      |
| Totale            | 30     | 6     | 36     |

## Risultati

### Atletica leggera
| Q | Qualificato al turno successivo per la Classifica in qualificazione                                                          |
| q | Qualificato per il turno successivo per ripescaggio o, negli eventi su campo, conquistando la misura minima per qualificarsi |

Maschile
Eventi su pista e strada
| Atleta          | Evento      | Batteria  | Batteria   | Quarti di finale | Quarti di finale | Semifinale      | Semifinale      | Finale          | Finale          |
| Atleta          | Evento      | Risultato | Classifica | Risultato        | Classifica       | Risultato       | Classifica      | Risultato       | Classifica      |
| --------------- | ----------- | --------- | ---------- | ---------------- | ---------------- | --------------- | --------------- | --------------- | --------------- |
| Teymur Qasımov  | 100 m piani | 11"17     | 8º         | non qualificato  | non qualificato  | non qualificato | non qualificato | non qualificato | non qualificato |
| Dadaş İbrahimov | 200 m piani | 21"60     | 7º         | non qualificato  | non qualificato  | non qualificato | non qualificato | non qualificato | non qualificato |
| Əlibəy Şükürov  | 800 m piani | 1'51"11   | 7º         | N.D.             | N.D.             | non qualificato | non qualificato | non qualificato | non qualificato |

Eventi sul campo
| Atleta        | Evento       | Qualificazioni | Qualificazioni | Finale          | Finale          |
| Atleta        | Evento       | Risultato      | Classifica     | Risultato       | Classifica      |
| ------------- | ------------ | -------------- | -------------- | --------------- | --------------- |
| Sergey Boçkov | Salto triplo | dns            | dns            | non qualificato | non qualificato |

Femminile
Eventi sul campo
| Atleta        | Evento              | Qualificazioni | Qualificazioni | Finale          | Finale          |
| Atleta        | Evento              | Risultato      | Classifica     | Risultato       | Classifica      |
| ------------- | ------------------- | -------------- | -------------- | --------------- | --------------- |
| Marina Lapina | Lancio del martello | 55,34 m        | 46ª            | non qualificata | non qualificata |

### Ginnastica

#### Ginnastica ritmica
Femminile
| Atleta         | Evento               | Qualificazione | Qualificazione | Qualificazione | Qualificazione | Qualificazione | Finale          | Finale          | Finale          | Finale          | Finale          | Finale     |
| Atleta         | Evento               | Cerchio        | Palla          | Clavi          | Nastro         | Totale         | Cerchio         | Palla           | Clavi           | Nastro          | Totale          | Classifica |
| -------------- | -------------------- | -------------- | -------------- | -------------- | -------------- | -------------- | --------------- | --------------- | --------------- | --------------- | --------------- | ---------- |
| Anna Qurbanova | Concorso individuale | 22.775         | 23.525         | 22.800         | 23.200         | 92.300         | non qualificata | non qualificata | non qualificata | non qualificata | non qualificata | 14ª        |

### Judo
Maschile
| Athlete          | Evento  | Sedicesimi di finale            | Ottavi di finale            | Quarti di finale           | Semifinali           | Ripescaggio 1                 | Ripescaggio 2           | Ripescaggio 3             | Finale / FB              | Finale / FB     |
| Athlete          | Evento  | Avversario Risultato            | Avversario Risultato        | Avversario Risultato       | Avversario Risultato | Avversario Risultato          | Avversario Risultato    | Avversario Risultato      | Avversario Risultato     | Classifica      |
| ---------------- | ------- | ------------------------------- | --------------------------- | -------------------------- | -------------------- | ----------------------------- | ----------------------- | ------------------------- | ------------------------ | --------------- |
| Elçin İsmayılov  | −66 kg  | Ungvári (HUN) P 0012–1010       | non qualificato             | non qualificato            | non qualificato      | non qualificato               | non qualificato         | non qualificato           | non qualificato          | non qualificato |
| Mehman Əzizov    | −81 kg  | Elmont (NED) V 1010–0001        | Šundzikaŭ (BLR) V 0010–0001 | Krawczyk (POL) P 0000–1001 | non qualificato      | Bye                           | Hawn (USA) V 1000–0000  | Wanner (GER) V 1000–0000  | Nosov (GER) P 0020–0100  | 5º              |
| Mövlud Mirəliyev | −100 kg | van der Geest (NED) P 0001–1011 | non qualificato             | non qualificato            | non qualificato      | El-Gharbawy (EGY) V 1010–0000 | Inoue (JPN) V 1011–0000 | Jıtkeev (KAZ) V 0021–0001 | Jurack (GER) P 0001–1030 | 5º              |

### Lotta

#### Libera
Maschile
| Atleta           | Evento | Fase a gironi               | Fase a gironi         | Fase a gironi | Quarti di finale       | Semifinale           | Finale / FB            | Finale / FB |
| Atleta           | Evento | Avversario Risultato        | Avversario Risultato  | Pos.          | Avversario Risultato   | Avversario Risultato | Avversario Risultato   | Pos.        |
| ---------------- | ------ | --------------------------- | --------------------- | ------------- | ---------------------- | -------------------- | ---------------------- | ----------- |
| Namiq Abdullayev | −55 kg | Tanabe (JPN) P 1–3 PP       | Dutt (IND) V 3–1 PP   | 2º            | non qualificato        | non qualificato      | non qualificato        | 14º         |
| Elman Əsgərov    | −66 kg | Bodișteanu (MDA) V 3–1 PP   | Kelly (USA) P 1–3 PP  | 2º            | non qualificato        | non qualificato      | non qualificato        | 12º         |
| Elnur Aslanov    | −74 kg | Abdulsalomov (TJK) P 1–3 PP | Igali (CAN) P 1–3 PP  | 3º            | non qualificato        | non qualificato      | non qualificato        | 15º         |
| Rüstəm Ağayev    | −96 kg | Bairamukov (KAZ) V 3–1 PP   | Jacobs (NAM) V 5–0 TO | 1º Q          | Heidari (IRI) P 0–3 PO | non qualificato      | Wang Yy (CHN) V 5–0 TO | 5º          |

#### Greco-romana
Maschile
| Atleta         | Evento | Fase a gironi                | Fase a gironi                | Fase a gironi           | Fase a gironi | Quarti di finale        | Semifinale                | Finale / FB           | Finale / FB |
| Atleta         | Evento | Avversario Risultato         | Avversario Risultato         | Avversario Risultato    | Pos.          | Avversario Risultato    | Avversario Risultato      | Avversario Risultato  | Pos.        |
| -------------- | ------ | ---------------------------- | ---------------------------- | ----------------------- | ------------- | ----------------------- | ------------------------- | --------------------- | ----------- |
| Vitali Rəhimov | −60 kg | Zawadzki (POL) V 3–1 PP      | Jeong Jh (KOR) P 0–3 PO      | N.D.                    | 2º            | non qualificato         | non qualificato           | non qualificato       | 14º         |
| Fərid Mansurov | −66 kg | Marén (CUB) V 3–0 PO         | Wolny (POL) V 3–1 PP         | N.D.                    | 1º Q          | Zeidvand (IRI) V 3–1 PP | Samuelsson (SWE) V 3–1 PP | Eroğlu (TUR) V 3–1 PP | Oro         |
| Vüqar Aslanov  | −74 kg | Kolitsopoulos (GRE) P 1–3 PP | Dokturishvili (UZB) P 0–5 VB | Berzicza (HUN) P 0–3 PO | 4º            | non qualificato         | non qualificato           | non qualificato       | 17º         |

### Nuoto
Maschile
| Atleta        | Evento            | Batteria  | Batteria   | Semifinale      | Semifinale      | Finale          | Finale          |
| Atleta        | Evento            | Risultato | Classifica | Risultato       | Classifica      | Risultato       | Classifica      |
| ------------- | ----------------- | --------- | ---------- | --------------- | --------------- | --------------- | --------------- |
| Sergey Dyaçov | 50 m stile libero | 58"26     | 67º        | non qualificato | non qualificato | non qualificato | non qualificato |

Femminile
| Atleta          | Evento     | Batteria  | Batteria   | Finale          | Finale          |
| Atleta          | Evento     | Risultato | Classifica | Risultato       | Classifica      |
| --------------- | ---------- | --------- | ---------- | --------------- | --------------- |
| Nataliya Filina | 100 m rana | 1'20"21   | 44ª        | non qualificata | non qualificata |

### Pugilato
Maschile
| Atleta          | Evento            | 16-esimi                  | Ottavi                         | Quarti                 | Semifinali              | Finale               | Pos.            |
| Atleta          | Evento            | Avversario Punteggio      | Avversario Punteggio           | Avversario Punteggio   | Avversario Punteggio    | Avversario Punteggio | Pos.            |
| --------------- | ----------------- | ------------------------- | ------------------------------ | ---------------------- | ----------------------- | -------------------- | --------------- |
| Ceyhun Əbiyev   | Pesi mosca        | Bedák (HUN) V 23–8        | Yalçinkaya (TUR) P 20–23       | non qualificato        | non qualificato         | non qualificato      | non qualificato |
| Fuad Aslanov    | Pesi mosca        | Rakotoarimbelo (MAD) V WO | Izoria (GEO) V 27–21           | Rżany (POL) V 24–23    | Thomas (FRA) P 18–23    | non qualificato      | Bronzo          |
| Ağası Məmmədov  | Pesi gallo        | Brunker (AUS) V RSC       | Dalakliev (BUL) V 35–16        | Tretjak (UKR) V 32–12  | Petchkoom (THA) P 19–27 | non qualificato      | Bronzo          |
| Şahin İmranov   | Pesi piuma        | Galada (RSA) V RSC        | Tiščenko (RUS) P RSC           | non qualificato        | non qualificato         | non qualificato      | non qualificato |
| Rövşən Hüseynov | Pesi leggeri      | Mahlangu (RSA) V 22–14    | Escobedo (USA) V 36–18         | Kindelán (CUB) P 11–23 | non qualificato         | non qualificato      | non qualificato |
| Ruslan Xeyirov  | Pesi welter       | Tropish (CAN) V RSC       | Silamu (CHN) V 26–16           | Aragón (CUB) P 14–16   | non qualificato         | non qualificato      | non qualificato |
| Cavid Tağıyev   | Pesi medi         | Gazīs (GRE) V 32–31       | Prasathinphimai (THA) P 19–19+ | non qualificato        | non qualificato         | non qualificato      | non qualificato |
| Əli İsmayılov   | Pesi mediomassimi | Silva (BRA) V 27–22       | Pavlidīs (GRE) P 16–31         | non qualificato        | non qualificato         | non qualificato      | non qualificato |
| Vüqar Ələkbərov | Pesi massimi      | N.D.                      | Kladouchas (GRE) V 18–14       | Al-Shami (SYR) P dq    | non qualificato         | non qualificato      | non qualificato |

### Scherma
Femminile
| Atleta          | Evento               | Sedicesimi di finale | Ottavi di finale      | Quarti di finale      | Semifinali           | Finale               | Finale     |
| Atleta          | Evento               | Avversaria Risultato | Avversaria Risultato  | Avversaria Risultato  | Avversaria Risultato | Avversaria Risultato | Classifica |
| --------------- | -------------------- | -------------------- | --------------------- | --------------------- | -------------------- | -------------------- | ---------- |
| Yelena Jemayeva | Sciabola individuale | Pattaro (BRA) V 15–8 | Marzocca (ITA) V 15–6 | Zagunis (USA) P 11–15 | non qualificata      | non qualificata      | 7ª         |

### Sollevamento pesi
Maschile
| Atleta         | Evento           | Strappo   | Strappo    | Slancio   | Slancio    | Totale | Classifica |
| Atleta         | Evento           | Risultato | Classifica | Risultato | Classifica | Totale | Classifica |
| -------------- | ---------------- | --------- | ---------- | --------- | ---------- | ------ | ---------- |
| Asif Məlikov   | −62 kg maschile  | 115       | =14º       | 150       | =11º       | 265    | 12º        |
| Turan Mirzəyev | −69 kg maschile  | 147,5     | =4º        | 185       | 4º         | 332,5  | 4º         |
| Nizami Paşayev | −94 kg maschile  | 180       | r          | —         | —          | —      | r          |
| Əlibəy Səmədov | −94 kg maschile  | 165       | =16º       | 195       | 15º        | 360    | 15º        |
| Alan Naniyev   | −105 kg maschile | 190       | 4º         | 220       | 4º         | 410    | 6º         |

### Taekwondo
Maschile
| Atleta             | Evento | Ottavi                | Quarti               | Semifinali                 | Ripescaggio 1        | Ripescaggio 2           | Finale / FB          | Pos.            |
| Atleta             | Evento | Avversario Punteggio  | Avversario Punteggio | Avversario Punteggio       | Avversario Punteggio | Avversario Punteggio    | Avversario Punteggio | Pos.            |
| ------------------ | ------ | --------------------- | -------------------- | -------------------------- | -------------------- | ----------------------- | -------------------- | --------------- |
| Niyaməddin Paşayev | −68 kg | Song Ms (KOR) P 13-15 | non qualificato      | non qualificato            | non qualificato      | non qualificato         | non qualificato      | non qualificato |
| Rəşəd Əhmədov      | −80 kg | Osuji (TRI) V 10-3    | Negrel (FRA) V 24-17 | Tanrıkulu (TUR) P 10-3 SUP | Bye                  | Estrada (MEX) V 9-9 SUP | Karami (IRI) P 8-9   | 4º              |

### Tiro a segno/volo
Femminile
| Atleta                 | Evento                      | Qualificazioni | Qualificazioni | Finale | Finale     |
| Atleta                 | Evento                      | Punti          | Classifica     | Punti  | Classifica |
| ---------------------- | --------------------------- | -------------- | -------------- | ------ | ---------- |
| İradə Aşumova          | Pistola 10 m aria compressa | 386            | 2ª Q           | 481.4  | 8ª         |
| İradə Aşumova          | Pistola 25 m                | 588            | 1ª Q           | 687.3  | Bronzo     |
| Zemfira Meftahətdinova | Skeet                       | 71             | 2ª Q           | 93     | Bronzo     |